# Scala Coeli
Scala Coeli es una localidad italiana de la provincia de Cosenza, región de Calabria, con 1202 habitantes.

## Evolución demográfica
| Gráfica de evolución demográfica de Scala Coeli entre 1861 y 2001 |
|                                                                   |
| Fuente ISTAT - Elaboración gráfica por parte de Wikipedia         |